# Константин Камица
Константин Камица (Константинос Камитзес, Цонстантине Камитзес, † с. 1201/1202) је био протостратор Византијског царства.
Био је војни заповедник у походу цара Алексија III Анђела на Бугарску против Иванка. 
Године 1160. оженио се Маријом Анђел, ћерком Константина Анђела (севастохипертатос) и његове жене Теодоре Комнин, ћерке цара Алексија I Комнина. Имају двоје деце:
- Манојло Камица (око 1150 – око 1202), протостратор;
- кћи, непознатог имена.